# 서른이지만 열일곱입니다
《서른이지만 열일곱입니다》는 2018년 7월 23일부터 2018년 9월 18일까지 SBS 월화 드라마이다.

## 등장 인물

### 주요 인물
- 신혜선 : 우서리(17세 → 30세) 역 (아역 : 이효비, 박시은) - 바이올리니스트, 성현과 현진의 외동딸, 현규와 미현의 조카, 수미의 단짝, 우진의 아내, 민규의 사촌누나, 13년전 버스 추돌 교통사고 피해자.[1]
- 양세종 : 공우진(17세 → 30세) 역 (아역 : 윤찬영) - 무대디자이너, 영환의 아들, 현정의 동생, 유찬의 삼촌, 서리의 남편, 13년전 버스 추돌 교통사고 목격자.
- 안효섭 : 유찬(6 → 19세) 역 (아역 : 서윤혁) - 현정의 아들, 영환의 손자, 우진의 조카, 태산고 조정부 에이스

### 우진 집 식구들
- 예지원 : 제니퍼 / 황미정(나이 미상) 역 - 가사도우미[2]
- 조현식 : 한덕수(19세) 역 - 찬의 절친한 친구, 태산고 조정부 부원
- 이도현 : 동해범(19세) 역 - 태산고 조정부 부원
- 강아지[3] : 덕구(16세) 역 - 서리, 우진의 반려견. 구 이름 '팽'.
- 병아리 : 찬이삐약주니어 - 찬의 반려병아리, 현재 중닭.

### 우진의 무대 작업실 식구들
- 정유진 : 강희수(30세) 역 - 무대디자인 회사 채움 대표
- 안승균 : 진현(26세) 역 - 채움 막내 직원

### 서리의 주변 인물
- 윤선우 : 김형태(17세 → 30세) 역 (아역 왕석현) - 신경외과 1년차 레지던트
- 왕지원 : 김태린 / 린 킴(17세→30세) 역 (아역 조수지) - 바이올리니스트, 음악감독[4]

### 그 외 인물
- 조유정 : 이리안(19세) 역 - 태산고 3학년
- 이승준 : 김현규(29세 → 30세) 역 (특별출연) - 서리의 외삼촌, 소재 불명[5]
- 심이영 : 국미현(27세 → 40세) 역 (특별출연) - 서리의 외숙모, 소재 불명[6]
- 이아현 : 공현정(42세) 역 (특별출연) - 우진의 누나, 찬의 어머니, 외과의사
- 전익령 : 김현진 역 (특별출연) - 서리의 어머니, 사망
- 전배수 : 우성현 역 (특별출연) - 서리의 아버지, 사망
- 이서연 : 노수미(17세) 역 - 서리의 단짝, 사망
- 박윤영 : 서리의 친구 역
- 김민상 : 심리학자 역 (특별출연)
- 리민 : 우서리와 김형태의 학생주임 역
- 김지예 : 간호사 역
- 손산 : 간호사 역
- 강운 : 사진사 역
- 유옥주 : 요양보호사 역
- 서윤아 : 클라이언트 역
- 하도권 : 태산고 조정부 코치 역
- 지대한 : 지구대 경찰 역
- 김상흔 : 조정부 역
- 정경천 : 지구대 경찰 역
- 유현철 : 마트 판매직원 역
- 임병기 : 공영환 역 - 공우진의 아버지
- 박승태 : bar에서 자기 이름이 우선희라고 말하는 할머니 역
- 권혁수 : 박대표 역 - 채움 사무소 의뢰인, 박 선생 아들
- 백재진 : 무대 디자인 소장 역
- 이경훈 : 유찬에게 껌 밟았다고 얘기하는 남자아이 역
- 조이현 : 김민규 역 - 서리의 사촌동생
- 성정민 : 태산고 조정부 역
- 옥주리 : 공항 청소하는 아줌마 역
- 성현미 : 전단지 보고 전화 한 여자 역
- 조미녀 : 제니퍼가 오픈한 가게 손님 역

### 특별출연
- 홍기준 : 김상식 역 - 트럭운전사, 우서리의 사고원인제공자[7]
- 김광규 : 바이올린 수리공 역
- 정호빈 : 조직위원장 역 - One 뮤직 페스티벌
- 이영은 : 노란 하이힐 역 - 김태진의 동생[8]
- 박종훈 : 심명환 역 - 우서리 재기를 돕는 바이올리니스트
- 박현정 : 김태린 /린 킴의 엄마 역
- 정진운 : 정진운 역 - 유찬의 조정 라이벌
- 김영재 : 김태진 역 - 제니퍼 남편

## 시청률
최저 시청률과 최고 시청률은 시청률 조사회사와 지역별로 시청률에 차이가 있을 수 있습니다.
| 2018년 | 2018년   | 2018년                     | 2018년         | 2018년       | 2018년         | 2018년       |
| 회차   | 방송일   | 부제 (서브 타이틀)         | TNmS 시청률    | TNmS 시청률  | AGB 시청률     | AGB 시청률   |
| 회차   | 방송일   | 부제 (서브 타이틀)         | 대한민국(전국) | 서울(수도권) | 대한민국(전국) | 서울(수도권) |
| ------ | -------- | -------------------------- | -------------- | ------------ | -------------- | ------------ |
| 제1회  | 7월 23일 | 라 캄파넬라(작은종)        | 5.8%           | 6.9%         | 5.7%           | 6.7%         |
| 제2회  | 7월 23일 | 라 캄파넬라(작은종)        | 6.4%           | 7.3%         | 7.1%           | 8.0%         |
| 제3회  | 7월 24일 | 우아한 유령                | 6.2%           | 7.1%         | 6.9%           | 7.8%         |
| 제4회  | 7월 24일 | 우아한 유령                | 7.5%           | 8.7%         | 8.2%           | 9.4%         |
| 제5회  | 7월 30일 | 미지의 나라들              | 7.8%           | 9.1%         | 7.6%           | 8.9%         |
| 제6회  | 7월 30일 | 미지의 나라들              | 8.5%           | 9.7%         | 8.8%           | 10.1%        |
| 제7회  | 7월 31일 | 그것이 진실인가요?         | 6.2%           | 6.8%         | 7.3%           | 7.9%         |
| 제8회  | 7월 31일 | 그것이 진실인가요?         | 7.8%           | 8.3%         | 9.0%           | 9.5%         |
| 제9회  | 8월 6일  | 달빛                       | 7.2%           | 7.9%         | 7.2%           | 8.0%         |
| 제10회 | 8월 6일  | 달빛                       | 8.3%           | 9.4%         | 8.8%           | 9.9%         |
| 제11회 | 8월 7일  | 남몰래 흐르는 눈물         | 7.8%           | 9.0%         | 7.6%           | 8.6%         |
| 제12회 | 8월 7일  | 남몰래 흐르는 눈물         | 9.0%           | 10.9%        | 9.1%           | 11.0%        |
| 제13회 | 8월 13일 | 어느 갠 날                 | 8.2%           | 9.4%         | 8.2%           | 9.5%         |
| 제14회 | 8월 13일 | 어느 갠 날                 | 9.2%           | 10.6%        | 9.7%           | 11.2%        |
| 제15회 | 8월 14일 | 수수께기 변주곡            | 7.7%           | 8.9%         | 8.4%           | 9.6%         |
| 제16회 | 8월 14일 | 수수께기 변주곡            | 9.0%           | 10.4%        | 10.5%          | 12.1%        |
| 제17회 | 8월 21일 | 난 당신을 원해요           | 7.1%           | 8.6%         | 7.5%           | 8.9%         |
| 제18회 | 8월 21일 | 난 당신을 원해요           | 9.5%           | 11.0%        | 9.9%           | 11.3%        |
| 제19회 | 8월 28일 | 트로이메라이(꿈)           | 9.2%           | 10.7%        | 9.8%           | 11.3%        |
| 제20회 | 8월 28일 | 트로이메라이(꿈)           | 10.4%          | 12.1%        | 10.8%          | 12.5%        |
| 제21회 | 9월 3일  | 그녀는 나의 안식처         | 9.4%           | %            | 8.7%           | 10.4%        |
| 제22회 | 9월 3일  | 그녀는 나의 안식처         | 10.3%          | %            | 10.2%          | 12.0%        |
| 제23회 | 9월 4일  | 위안                       | 8.6%           | %            | 9.3%           | 10.8%        |
| 제24회 | 9월 4일  | 위안                       | 10.4%          | %            | 10.8%          | 12.2%        |
| 제25회 | 9월 10일 | 죽음과 소녀                | 8.2%           | %            | 9.5%           | 10.9%        |
| 제26회 | 9월 10일 | 죽음과 소녀                | 9.6%           | %            | 10.9%          | 12.5%        |
| 제27회 | 9월 11일 | 이별의 곡                  | 8.6%           | %            | 8.9%           | 10.3%        |
| 제28회 | 9월 11일 | 이별의 곡                  | 9.8%           | %            | 10.4%          | 11.8%        |
| 제29회 | 9월 17일 | 라 캄파넬라, 두번째 이야기 | 8.3%           | %            | 9.8%           | 11.6%        |
| 제30회 | 9월 17일 | 라 캄파넬라, 두번째 이야기 | 9.8%           | %            | 10.7%          | 12.5%        |
| 제31회 | 9월 18일 | 꾸밈없이 진심으로 (최종회) | %              | %            | 9.2%           | 10.8%        |
| 제32회 | 9월 18일 | 꾸밈없이 진심으로 (최종회) | %              | %            | 11.0%          | 12.5%        |

## 촬영지
- 미사리 조정경기장
- 예술의 전당
- 헬싱키 에스프레소 바
- 뽀로로파크 일산킨텍스점
- 사평대로육교
- 화랑공원
- 교하중앙공원
- 카페 보테로
- 구둔역(폐역)
- 그랜드 힐튼 서울
- 리기이 샌드피인

## 결방 사유
- 2018년 8월 20일 & 8월 27일 : 2018 자카르타-팔렘방 아시안 게임 중계방송 편성 관계로 결방.

## OST
- Part.1 : Seventeen (Every Single Day) (발매일 : 2018년 7월 30일)
- Part.2 : Just Stay (효린) (발매일 : 2018년 8월 7일)
- Part.3 : Thirty Waltz (타린 (발매일 : 2018년 8월 13일)
- Part.4 : 내 맘 속의 눈물 (심규선) (발매일 : 2018년 8월 21일)
- Part.5 : Get Away (봉구) (발매일 : 2018년 9월 4일)
- Part.6 : 우리 지금 (미교) (발매일 : 2018년 9월 11일)
- Part.7 : 같이 걷자 (박재경) (발매일: 2018년 9월 17일)

## 수상 경력
- 2018년 SBS 연기대상 월화드라마부문 여자 최우수연기상 신혜선
- 2018년 SBS 연기대상 월화드라마부문 남자 우수연기상 양세종
- 2018년 SBS 연기대상 남자 신인상 안효섭
- 2018년 SBS 연기대상 여자 조연상 예지원
- 2018년 SBS 연기대상 청소년 연기상 박시은

## 동시간대 드라마
- KBS 월화 미니시리즈

《너도 인간이니?》 (2018년 6월 4일 ~ 2018년 8월 7일)
《러블리 호러블리》 (2018년 8월 13일 ~ 2018년 10월 2일)
- MBC 월화 미니시리즈

《사생결단 로맨스》 (2018년 7월 23일 ~ 2018년 9월 17일)

## 같이 보기
- 대한민국의 텔레비전 드라마 목록 (ㅅ)
- 2018년 대한민국의 텔레비전 드라마 목록